# Villa Córdoba (Corrientes)
Villa Córdoba —también conocida como Estación Santa Lucía— es una localidad y estación de ferrocarril argentina, ubicada en el departamento Lavalle, provincia de Corrientes. Se halla sobre la margen izquierda del río Santa Lucía, frente a ella se halla la localidad de Santa Lucía, de la cual depende administrativamente y de la que dista menos de 2 km.

## Vías de comunicación
Su principal vía de acceso es la ruta provincial 27, que llega hasta Santa Lucía y la comunica al norte con Cruz de los Milagros y al sur con Lavalle. Otra ruta importante es la provincial 19, que la vincula al noroeste con Gobernador Juan E. Martínez.
Con Santa Lucía la une un antiguo puente de hierro que cruza el río Santa Lucía.

## Población
Cuenta con 586 habitantes (Indec, 2010), lo que representa un incremento del 10,4% frente a los 531 habitantes (Indec, 2001) del censo anterior.
| Gráfica de evolución demográfica de Villa Córdoba entre 1991 y 2010 |
|                                                                     |
| Fuente: Censos nacionales del INDEC                                 |

## Parroquias de la Iglesia católica en Villa Córdoba
| Diócesis  | Goya                                          |
| --------- | --------------------------------------------- |
| Parroquia | Nuestra Señora de Fátima y Santa Rosa de Lima |